# District de Dayr Hafir
Le district de Dayr Hafir (en arabe : منطقة دير حافر, manṭiqat Dayr Ḥāfir) est l'un des dix districts du Gouvernorat d'Alep, situé dans le nord-ouest de la Syrie ; son centre administratif est la ville de Dayr Hafir. D'après le Bureau central des statistiques syrien, sa population était de 91 124 habitants en 2004.

## Sous-districts
Le district de Dayr Hafir est divisé en trois sous-districts (ou nahiés), (population en 2004) :
| Nom                 | Surface (km²) | Population | Code     |
| ------------------- | ------------- | ---------- | -------- |
| Dayr Hafir          | 112,22        | 33 592     | SY020900 |
| Rasm Harmil al-Imam | 203,58        | 30 029     | SY020901 |
| Kuweires Sharqi     | 218,64        | 26 729     | SY020902 |